# Visdom
Visdom menas att veta exakt vad som ska göras, varför man ska göra det, hur och när man ska göra det, och vad som kommer att hända när det är gjort. Det som då uppnås är största möjliga lycka för allt levande omkring oss, samt balans och harmoni i tillvaron.
Stefan Einhorn definierar visdom, i sin bok Vägar till visdom, som förmågan att lösa komplexa problem.
Visdom är en utvecklad egenskap att harmoniskt relatera sig själv och sina egna tankevanor till naturens lagar, så att dessa lagar tjänar en. Egenskapen att harmoniskt relatera sig själv till andra individer, så att man uppnår andras harmoniska och frivilliga samarbete, vilket hjälper en att förverkliga vad än en harmonisk efterfrågar från livet.
Visdom eller vishet är ett ord som har en djupare innebörd än all intelligens, kunskap och förstånd. Förutom att besitta alla dessa egenskaper, ska man även ha förmågan att kunna fatta de bästa besluten ur alla möjliga avseenden. Visdom beskrivs ibland som intelligens i kombination med erfarenhet och att man med tiden blir mer vis, genom viljan att vara vis.
Visdom motsvaras av prudentia i de fyra kardinaldygderna.